# Riu avall cap a Kinshasa
Riu avall cap a Kinshasa és una pel·lícula documental de la República Democràtica del Congo, dirigida per Dieudo Hamadi i estrenada el 2020. La pel·lícula se centra en els supervivents de la Guerra dels Sis Dies de l'any 2000, molts dels quals viatgen a Kinshasa per demanar una compensació al govern per les pèrdues que van patir durant el conflicte. S'ha subtitulat en català.
La pel·lícula va ser nomenada a la selecció oficial del Festival de Canes de 2020, tot convertint-se en la primera pel·lícula designada de la República Democràtica del Congo. A causa de la cancel·lació del festival per la pandèmia de la COVID-19 a França, no es va projectar en aquell moment; tanmateix, es va fer una projecció en línia per a distribuïdors en el marc del Marché du Film.
Es va estrenar públicament el setembre de 2020 com a part del programa Planeta Àfrica del Festival Internacional de Cinema de Toronto de 2020, on va rebre una menció honorífica del jurat pel premi Amplifica Veus. Posteriorment es va projectar al festival Dok Leipzig a l'octubre. El 2022 va formar part de l'Impacte!, el Festival de Cinema i Drets Humans de Catalunya.